# Kélian Galletier
Kélian Galletier (Francia, 18 de marzo de 1992) es un jugador profesional francés de rugby que se desempeña en la posición de ala abierto en Union Sportive Arlequins Perpignanais, equipo perteneciente a la liga Top 14.

## Carrera
Galletier es un jugador de formación francesa (JIFF). Comenzó su carrera deportiva con el equipo Ecole de Rugby du Pic Saint-Loup, en el cual jugó tres temporadas (2004-2007), después pasó a Montpellier Hérault Rugby (2007-2022), luego a Union Sportive Arlequins Perpignanais, donde lleva jugando dos temporadas.